# مرغابی شمالگان
مرغابی شمالگان یا مرغابی شمالی (نام علمی: Somateria) نام یک سرده از زیرخانواده مرغابیان روآبچر است.

## گونه‌ها
- اردک خال‌دار معمولی (Somateria mollissima)
- اردک خال‌دار پادشاه (Somateria spectabilis)
- اردک خال‌دار عینکی (Somateria fischeri)